# Presidentskap
Presidentskap, en presidents myndighet, men också ämbetstid. I USA kallas en viss presidents myndighet för dennes administration.
I Brittiska Indien (-1947) benämndes Ostindiska kompaniets, och från 1858, brittiska regeringens av presidenter (guvernörer) styrda, från varandra skilda besittningar: Bengalen, Madras och Bombay, presidentskap (presidency). Sedan guvernören över Bengalen (1773) blivit styresman för hela brittiska Indien (generalguvernör eller vicekung) och Bengalen uppdelats i provinser med av honom tillsatta underguvernörer (lieutenant governors), utgjorde inte Bengalen längre en administrativ enhet, för vilken namnet presidency passade, varför denna benämning därefter inskränktes till Bombay och Madras, som visserligen var underordnade vicekungen, men hade styresmän (governors), direkt tillsatta av brittiska regeringen.